# جون كارل بويشلر
جون كارل بويشلر (بالإنجليزية: John Carl Buechler)‏ هو ممثل ومخرج وكاتب سيناريو أمريكي بدأ مسيرته الفنية سنة 1978. من أعماله يوم الجمعة الثالث عشر الجزء السابع الدم الجديد.

## روابط خارجية
- جون كارل بويشلر على موقع IMDb (الإنجليزية)
- جون كارل بويشلر على موقع روتن توميتوز (الإنجليزية)
- جون كارل بويشلر على موقع ألو سيني (الفرنسية)
- جون كارل بويشلر على موقع أول موفي (الإنجليزية)
- جون كارل بويشلر على موقع قاعدة بيانات الأفلام السويدية (السويدية)
- جون كارل بويشلر على موقع قاعدة بيانات الفيلم (الإنجليزية)
- جون كارل بويشلر على موقع كينوبويسك (الروسية)